# Gerdau S.A.
Gerdau er en brasiliansk multinational stålproducent. De har stålværker i 10 lande i Amerika. Virksomheden blev etableret af João Gerdau i 1901.